# Walthill
Walthill – wieś w Stanach Zjednoczonych, w stanie Nebraska, w hrabstwie Thurston.